# Balkanhök
Balkanhök (Tachyspiza brevipes) är en fågel i familjen hökar. Den förekommer i östra Europa och västra Asien.

## Utseende
Balkanhöken är en liten rovfågel som liknar sparvhöken (Accipiter nisus) men har kortare stjärt och spetsiga vingar som ger den ett mer falklikt utsseende. Den har ett vingspann på 64–80 centimeter och en längd av 33–38 centimeter. Hanen är blågrå ovan med mörka vingspetsar och bandat röd under. Strupen är vit med ett typiskt centrerat streck, som dock kan vara ganska svagt. Honan är skifferfrå ovan, rödbrunt bandad undertill och är liksom andra Accipiter-honor större än hanen, men storleksskillnaden är mindre än hos sparvhöken. Båda könen har orangegula ben och gul vaxhud vid ögat.

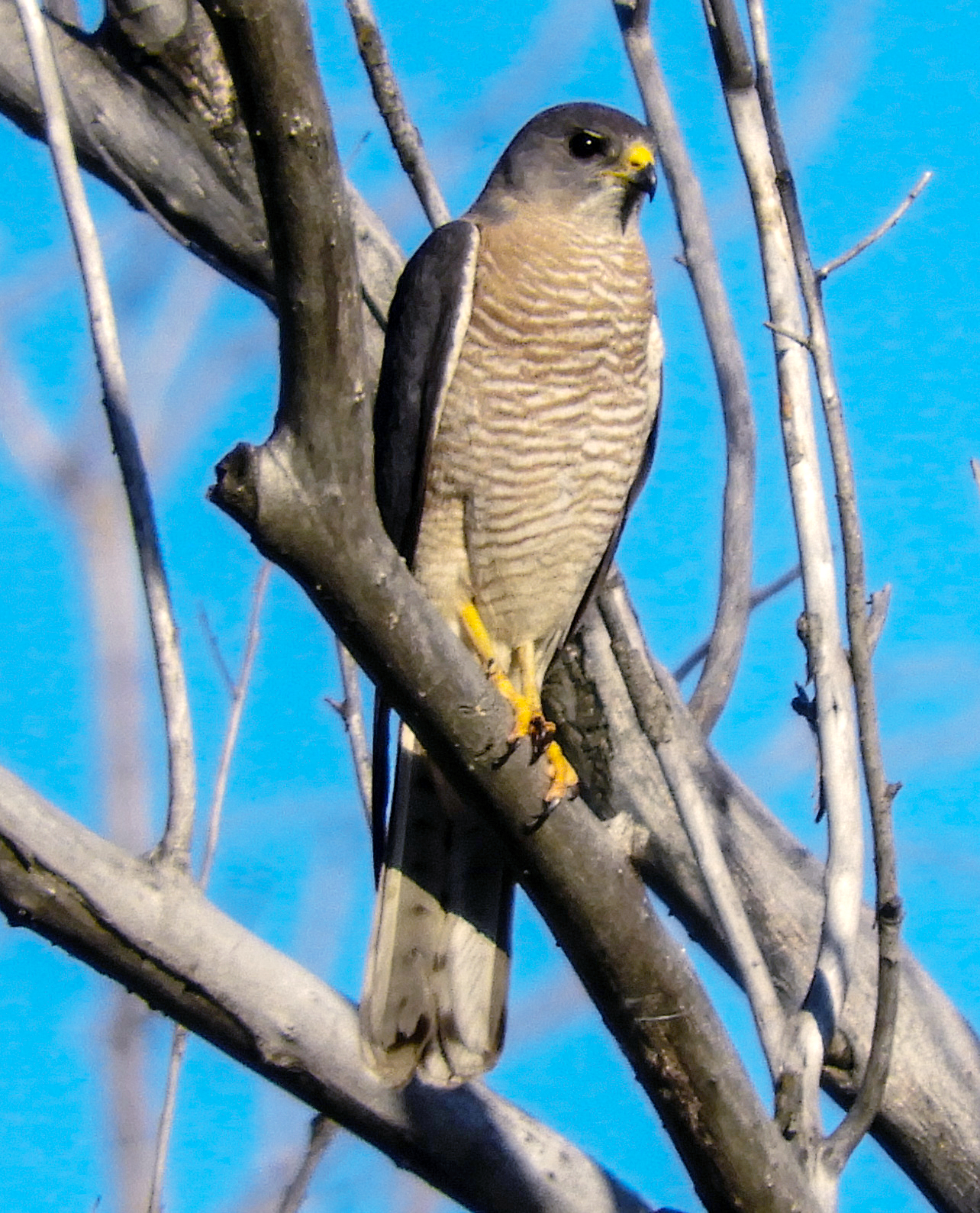
Hane balkanhök.

Ungfågeln är mörkbrun på ovansidan. Undersidan är grovt fläckad eller mörkt streckad på bröstet, med tvärband och fläckar på flankerna och vingundersidorna. Det gör att den påminner mer om en ung duvhök än en sparvhök. Även på ungfågeln är det karakteristiska strupstrecket tydligt.

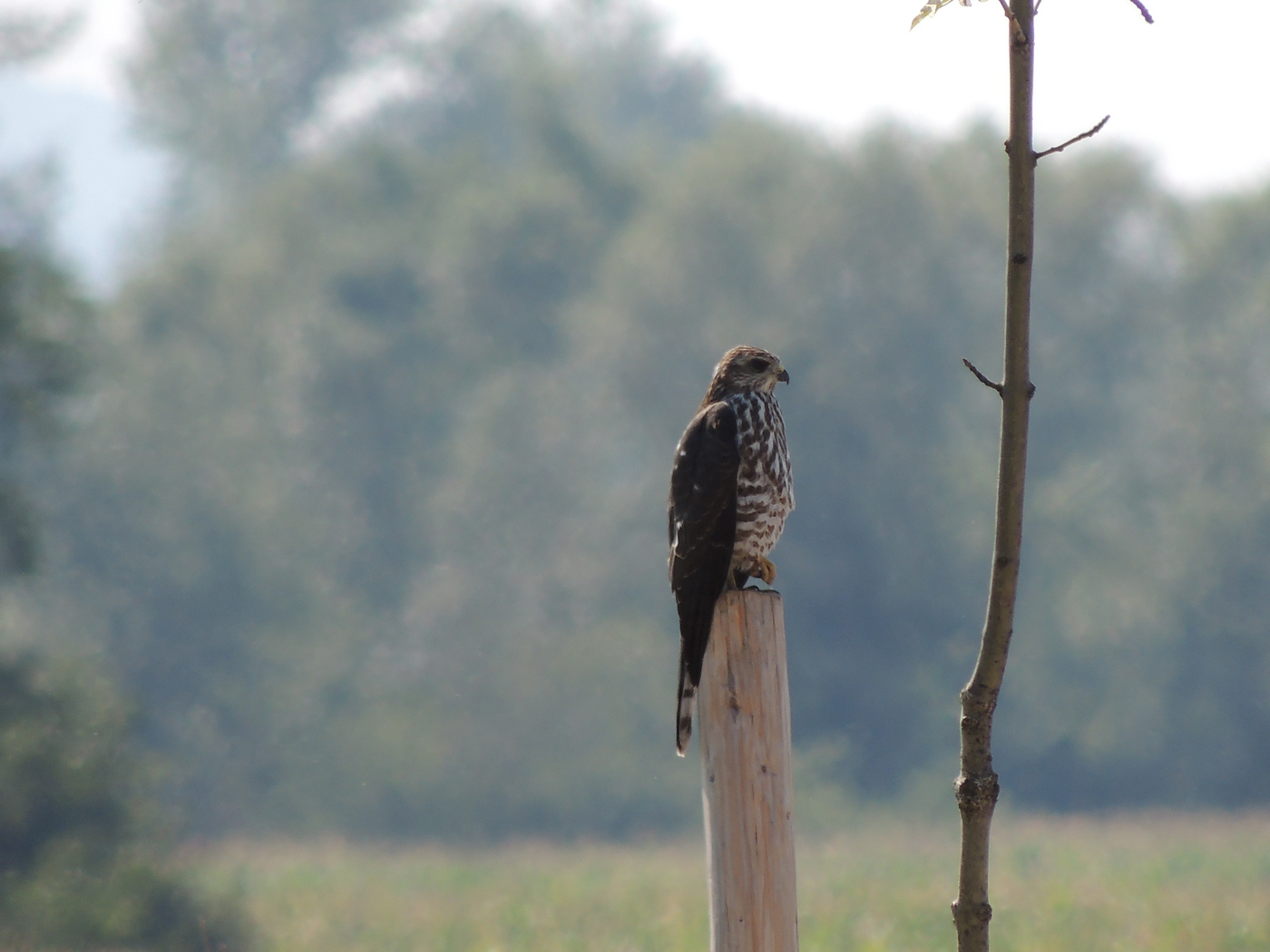

## Läten
Balkanhökens läten är förvånande lika både roskarlen och rödvingad vadarsvala, ett gällt och klart "kivick" som ofta upprepas några gånger.

## Utbredning och systematik
Fågeln häckar från Balkan till Ryssland och övervintrar i nordöstra Afrika och på Arabiska halvön. Den är en mycket sällsynt gäst i övriga delar av Europa, med en handfull fynd från bland annat Italien, Polen och Tjeckien. Trots sin relativt stora utbredning delas den inte in i några underarter. Tidigare har den behandlats som underart till shikra (Accipiter brevis). Dessa två bildar tillsammans med kinesisk hök (A. soloensis) och nikobarhök (A. butleri) en artgrupp. Balkanhöken har hybridiserat med både shikra och sparvhök.

### Släktestillhörighet och släktskap
Trots likartat utseende är balkanhöken är inte särskilt nära släkt med sparvhöken. Faktun är att genetiska studier visar att sparvhöken står närmare kärrhökarna i Circus. För att kärrhökarna ska kunna behållas i ett eget släkte delas därför Accipiter upp i flera mindre släkten, varvid balkanhök med släktingar förs till Tachyspiza.

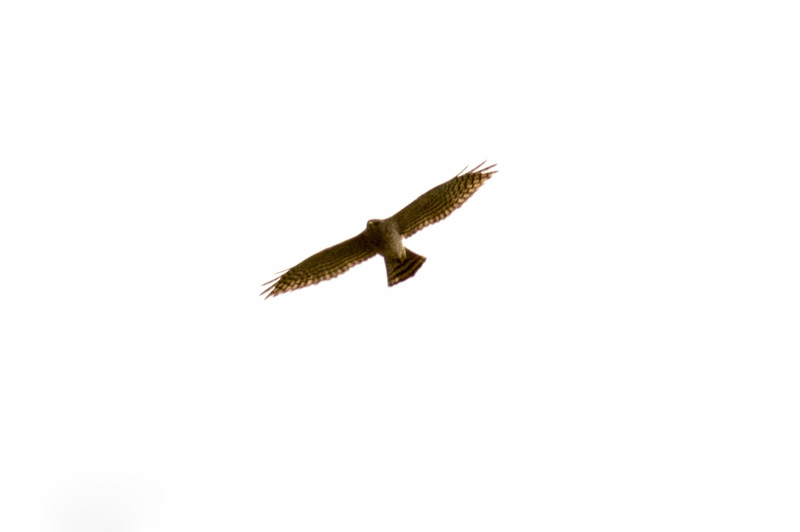
Balkanhök i flykten.

## Levnadssätt
Balkanhöken häckar i träd, oftast nära rinnande vatten i ett öppet skogslandskap. Honan bygger ett nytt bo varje år där hon lägger tre till fem ägg. Den jagar fåglar, insekter och ödlor i skogslandskapet med överraskningsteknik från en sittplats. Under flyttningen bildar den till skillnad från sparvhöken ofta stora flockar.

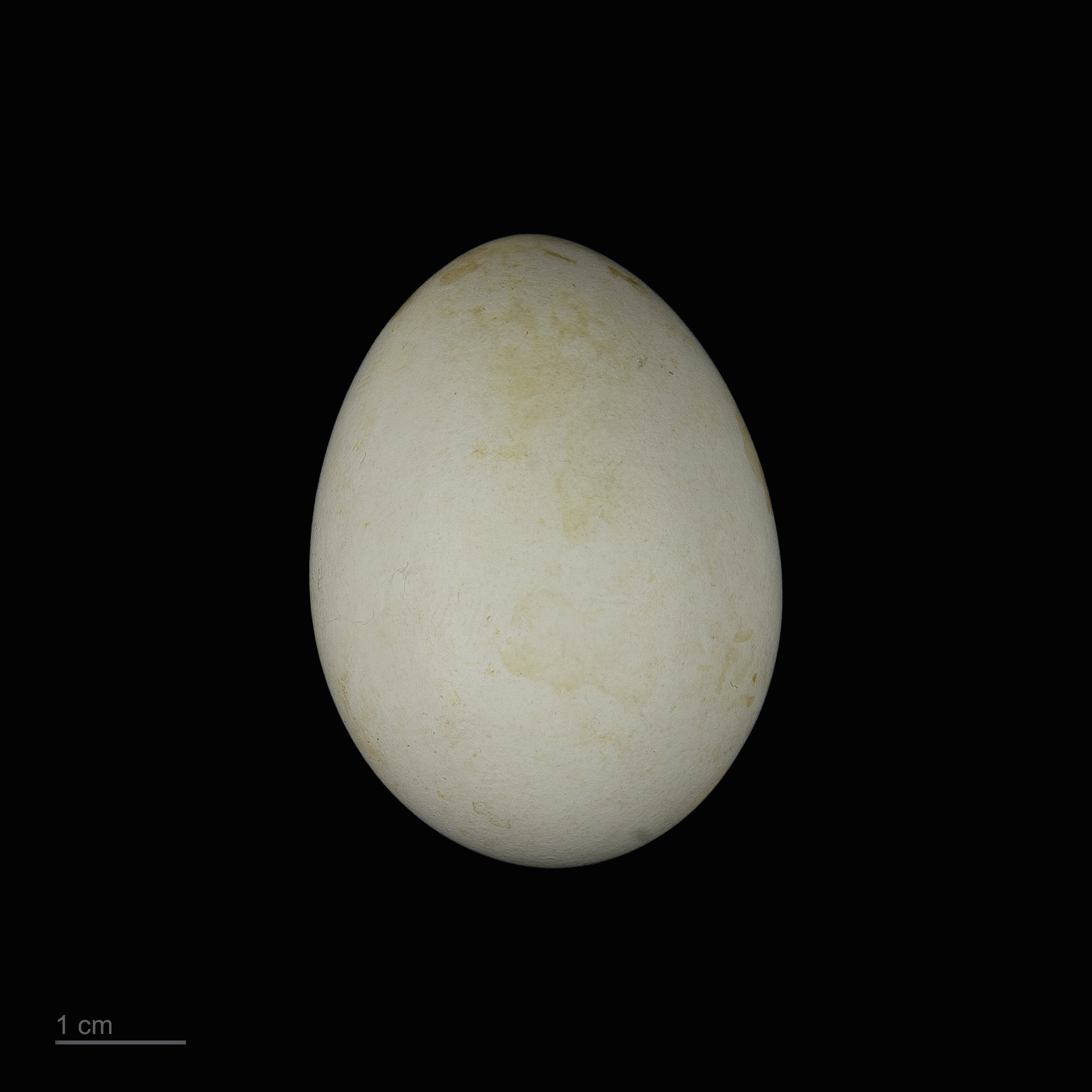
Ägg från balkanhök.

## Status och hot
I Europa tros det häcka 3 500–6 900 par. Eftersom Europa utgör 75–94 % av utbredningsområdet uppskattas världspopulationen preliminärt till 7 400–18 400 vuxna individer. Trots det ringa antalet kategoriserar internationella naturvårdsunionen arten som livskraftig på grund av ett  relativt stort utbredningsområde och stabil populationsutveckling.